# Aeroportul Mehamn
Aeroportul Mehamn (IATA: MEH, ICAO: ENMH) este un aeroport din Comuna Gamvik, Finnmark, Norvegia ce deservește zona Comuna Gamvik. Aeroportul a fost tranzitat în 2022 de 26.154 de pasageri. A fost deschis în 1974 și numit după Mehamn.
Situat la o altitudine de 12 m, aeroportul dispune de 1 pistă. Este operat de Avinor⁠(d).

## Infrastructură

### Piste
Aeroportul dispune de o singură pistă. Pista 17/35 are suprafața de asfalt și dimensiunile 970 m × 30 m. 